# 玉川 (秋田県)
玉川（たまがわ）は、秋田県を流れる一級河川。別名副川（そいかわ、そえがわ）。雄物川の支流としては最長である。玉川温泉の強酸性水が流れ、玉川毒水と呼ばれる。

## 流路
秋田県仙北市田沢湖田沢の岩手県との県境にそびえる大深岳に源を発する。いくつかの川を合わせながら国道341号と並行して流れ、玉川ダム、鎧畑ダムの山間部を抜け集落に到達する。ここで田沢湖に注ぎ再び玉川に戻る水路を分ける。その後夏瀬ダム、神代ダム、抱返り渓谷を流れ、横手盆地に出ると南西に向かい、大仙市花館付近で雄物川に合流する。
上流部は水力発電所がいくつも建設されているほか、仙北平野で広く使用されている田沢疏水の一部も引き込まれ農地を潤している。

## 環境
第二次世界大戦中、発電所の建設によって玉川毒水が田沢湖に引き込まれた結果、湖内のほとんどの生物を死に至らしめた。特に田沢湖の固有種であるクニマスは、本格的な研究が行われる前に絶滅したと考えられてきた。2010年になって、戦前に山梨県の西湖へ移入された個体の子孫が生きていることが確認された。
戦前の頃の談で、「大ブガ」と呼ばれる最上流の雪解けにより、毒水が薄まる季節、ごくまれに鱒やヤツメウナギが遡上していたといい、天保年間の鱒漁の記録もあった。

## 伝説
玉川にはその昔、鮭がふんだんに遡上していたが、ある時期を境にふといなくなったと言う伝説があり、大威徳明王にまつわる事由が語られる。
昔、白岩村と角館町にまたがる山頂には大威徳神社が祀られていた。山麓の玉川では秋ともなれば鮭漁がさかんに行われていたが、その様子を毎日見物に来る背の高い僧がいた。漁夫たちは、僧が固辞するのもかまわずに、からかい気味に鮭をアケビの蔓でむりやり僧に背負わせて帰した。すると、それ以来、鮭の遡上がぱったり途絶えてしまった。その僧こそ大威徳明王であったという。異話によれば、鮭を獲った人々が焼き鮭を作ろうと薪を集めている隙に、鮭漁の様子を眺めていた赤い着物の子供(大威徳明王の権化)が鮭をアケビ蔓で背負って持ち逃げしてしまい、それ以来、鮭が獲れなくなったとのことである。大威徳神社に腹痛の平癒祈願をする者は、アケビと鮭を断つという。

## 支流
- 渋黒川
- 小和瀬川
- 先達川
- 生保内川
- 斉藤川
- 桧木内川
  - 潟尻川
  - 山谷川
  - 才津川
    - 院内川
    - 小白川川
- 入見内川
  - 日三市川
- 斉内川
  - 小滝川

## 流域の自治体
秋田県
仙北市、大仙市

## 主な橋梁
- 男神橋
- 新玉川大橋（国道341号）
- 田沢湖橋（秋田県道38号田沢湖西木線）
- 石神橋
- JR田沢湖線橋梁（秋田新幹線・田沢湖線）
- 生保内橋（国道46号）
- 広久内橋（秋田県道50号大曲田沢湖線）
- 上花園大橋
- 岩瀬橋（国道105号）
- JR田沢湖線橋梁（秋田新幹線・田沢湖線）
- 下延橋（秋田県道253号角館長野線）
- 長野大橋（秋田県道256号土川中仙線）
- 松倉橋（秋田県道67号四ツ屋神岡線）
- 勝田橋
- JR奥羽本線橋梁（秋田新幹線・奥羽本線）
- 新玉川橋・玉川橋（国道13号大曲バイパス）